# پابلو لونا
پابلو لونا (اسپانیایی: Pablo Luna‎; ۲۱ مهٔ ۱۸۷۹ – ۲۸ ژانویهٔ ۱۹۴۲) موسیقی‌دان و آهنگساز اهل اسپانیا بود.
یکی از دلایل مهم شهرت او، آریای «من اهل اسپانیا هستم» است.